# Revezamento medley (atletismo)
O termo revezamento medley engloba uma variedade de provas de estafetas (português europeu) ou revezamento (português brasileiro) do atletismo, nas quais os integrantes das equipes percorrem distâncias diferentes. Cada equipe é composta por quatro integrantes. São três as modalidades de revezamento medley comumente praticadas: o revezamento medley por distância, o revezamento medley por velocidade e o revezamento sueco. Nenhuma delas faz parte dos campeonatos mundiais de atletismo.

## Revezamento medley por distância
Neste evento os membros das equipes correm na seguinte ordem: o primeiro membro percorre 1.200 metros, ou três voltas na pista, o segundo percorre 400 metros, o terceiro 800 metros e o último 1.600 metros. A distância total percorrida é de 4.000 metros ou dez voltas na pista.
O revezamento é um velocidade padrão, o primeiro membro da equipamento disputa os [400 metros rasos], os dois seguintes percorre 20 metros cada e o último.800 metros. A distância total percorria é de 1.600. Existem ainda variação na ordem em que os trechos são percorridos e na extensão total da  prova. E também o revezamento é um meio de as pessoas conhecer mais o atletismo.

## Revezamento sueco
O revezamento sueco é mais comumente disputado em eventos que envolvem crianças e jovens e em competições adultas nos países nórdicos. O primeiro atleta percorre 100 metros, o segundo 200m, o terceiro 300m e o quarto 400, totalizando 1.000 metros. Este formato de revezamento medley também foi empregado nos Jogos Olímpicos de Verão da Juventude de 2010. Na ocasião, as equipes foram compostas por atletas de diferentes nações.